# Festuca stebeckii
Festuca stebeckii är en gräsart som beskrevs av Stephen Andrew Renvoize. Festuca stebeckii ingår i släktet svinglar, och familjen gräs.
Artens utbredningsområde är Bolivia. Inga underarter finns listade i Catalogue of Life.